# El Deber
Diario Mayor El Deber es un diario publicado en la ciudad de Santa Cruz de la Sierra. Fue fundado el 10 de junio de 1953, por Lucas Saucedo Sevilla.